# Frazier Johnson
Frazier Johnson (ur. 7 lipca 1970) – amerykański koszykarz, występujący na pozycjach skrzydłowego oraz środkowego.
W 1993 roku został wybrany w drafcie do ligi CBA przez klub Rapid City z numerem 74.

## Osiągnięcia
Indywidualne
- Wybrany do I składu USBL (1995)[2]
- Uczestnik meczu gwiazd Polska – Gwiazdy PLK (1997 – Sopot)[3]